# Championnat de Slovaquie masculin de handball
Le Championnat de Slovaquie, ou Extraliga, est le plus haut niveau du handball masculin en Slovaquie. Il a été créé en 1993 à la suite de la dissolution de la Tchécoslovaquie le 31 décembre 1992 et fait ainsi suite au Championnat de Tchécoslovaquie.
Avec 19 titres remportés entre 2004 et 2025, le HT Tatran Prešov domine la compétition.

## Clubs de la saison 2024/25
Les 11 clubs participant à la saison 2024-2025 sont
- Slovan Modra
- HC Sporta Hlohovec
- Záhoráci Stupava
- HK Topoľčany
- HK Kúpele Bojnice
- HK Košice
- TJ Štart Nové Zámky
- HC MŠK Považská Bystrica
- ŠK DAC Dunajská Streda
- ŠKP Bratislava
- HT Tatran PrešovT

## Palmarès
| Saison       | Champion                   | Vice-champion              | Troisième                |
| ------------ | -------------------------- | -------------------------- | ------------------------ |
| 1993-1994    | TJ Lokomotíva Trnava       | HT Tatran Prešov           | ŠKP Bratislava           |
| 1994-1995    | Agro VTJ Topoľčany         | HC VSŽ Košice              | HT Tatran Prešov         |
| 1995-1996    | Agro VTJ Topoľčany         | HC VSŽ Košice              | TJ Lokomotíva Trnava     |
| 1996-1997    | HC VSŽ Košice              | ŠKP Bratislava             | Agro VTJ Topoľčany       |
| 1997-1998    | HC Topoľčany               | HC VSŽ Košice              | ŠKP Bratislava           |
| 1998-1999    | HC VSŽ Košice              | ŠKP Bratislava             | HT Tatran Prešov         |
| 1999-2000    | ŠKP Sečovce                | 1. MHK Košice              | ŠKP Bratislava           |
| 2000-2001    | ŠKP Sečovce                | 1. MHK Košice              | Štart Nové Zámky         |
| 2001-2002    | MŠK SIRS Považská Bystrica | ŠKP Sečovce                | Štart Nové Zámky         |
| 2002-2003    | MŠK SIRS Považská Bystrica | HT Tatran Prešov           | Štart Nové Zámky         |
| 2003-2004    | ŠK Tatran Prešov           | MŠK SIRS Považská Bystrica | 1. MHK Košice            |
| 2004-2005    | HT Tatran Prešov           | MŠK SIRS Považská Bystrica | Štart Nové Zámky         |
| 2005-2006    | MŠK SIRS Považská Bystrica | HT Tatran Prešov           | 1. MHK Košice            |
| 2006-2007    | HT Tatran Prešov           | HC MŠK Považská Bystrica   | Štart Nové Zámky         |
| 2007-2008    | HT Tatran Prešov           | 1. MHK Košice              | Štart Nové Zámky         |
| 2008-2009    | HT Tatran Prešov           | 1. MHK Košice              | HC MŠK Považská Bystrica |
| 2009-2010    | HT Tatran Prešov           | MŠK Hlohovec               | HC Štart Nové Zámky      |
| 2010-2011    | HT Tatran Prešov           | 1. MHK Košice              | HC Štart Nové Zámky      |
| 2011-2012    | HT Tatran Prešov           | HC Sporta Hlohovec         | HC Štart Nové Zámky      |
| 2012-2013    | HT Tatran Prešov           | HC Sporta Hlohovec         | HC winLand Michalovce    |
| 2013-2014    | HT Tatran Prešov           | HK Topoľčany               | HC Sporta Hlohovec       |
| 2014-2015    | HT Tatran Prešov           | HC Sporta Hlohovec         | HK Topoľčany             |
| 2015-2016    | HT Tatran Prešov           | HC Sporta Hlohovec         | HKM Šaľa                 |
| 2016-2017    | HT Tatran Prešov           | HKM Šaľa                   | HK Topoľčany             |
| 2017-2018    | HT Tatran Prešov           | HK Topoľčany               | HC MŠK Považská Bystrica |
| 2018-2019    | HT Tatran Prešov           | HC MŠK Považská Bystrica   | HKM Šaľa                 |
| 2019/20 (sk) | Saison annulée             | Saison annulée             | Saison annulée           |
| 2020/21 (sk) | HT Tatran Prešov           | HC MŠK Považská Bystrica   | Košice Crows             |
| 2021/22 (sk) | HT Tatran Prešov           | HK Košice                  | HC MŠK Považská Bystrica |
| 2022/23 (sk) | HC MŠK Považská Bystrica   | HT Tatran Prešov           | HK Košice                |
| 2023/24      | HT Tatran Prešov           | HC MŠK Považská Bystrica   | HK Kúpele Bojnice        |
| 2024/25      | HT Tatran Prešov           | HC MŠK Považská Bystrica   | HK Kúpele Bojnice        |

### Bilan
| Rang | Club                     | Titres | Saisons |
| ---- | ------------------------ | ------ | --- |
| 1    | HT Tatran Prešov         | 19     | 2004, 2005, 2007, 2008, 2009, 2010, 2011, 2012, 2013, 2014, 2015, 2016, 2017, 2018, 2019, 2021, 2022, 2024, 2025 |
| 2    | HC MŠK Považská Bystrica | 4      | 2002, 2003, 2006, 2023                                                                                           |
| 3    | HK Topoľčany             | 3      | 1995, 1996, 1998                                                                                                 |
| 4    | HK Košice                | 2      | 1997, 1999 |
| 4    | ŠKP Sečovce              | 2      | 2000, 2001 |
| 5    | HK 47 Trnava             | 1      | 1994 |
| /    | annulé                   | 1      | 2020 |